# 東名高速夫婦死亡事故
東名高速夫婦死亡事故（日语：／），是2017年（平成29年）6月5日发生于神奈川县足柄上郡大井町東名高速公路下行线的交通事故。事故中，2辆汽车前后停在超车道，被男性A驾驶的货车从后方追尾，造成男女2人死亡，包括下文中加害者X在内4人重伤或轻伤。事故又称東名高速公路路怒驾驶事故、東名路怒驾驶事故、東名路怒事故。这次事故引发社会关注路怒症问题。
刑事诉讼争议点在于，加害者X路怒驾驶诱发死伤事故，是否适用危险驾驶致死伤罪。发回重审前，被告人X在横滨地裁一审（裁判员审判）承认起诉事实，向受害者和死者家属道歉，X的辩护人则主张危险驾驶致死伤罪不成立。2018年（平成30年）12月，横滨地裁认定X对受害者车辆有妨害驾驶行为，该妨害驾驶诱发死伤事故，宣告危险驾驶致死伤罪成立，判决有期徒刑18年。2019年（令和元年）12月，上诉审（東京高裁）以一审诉讼程序有违法之处为由撤销原判决，发回横滨地裁重审，高裁判决同样认为妨害驾驶与事故间存在因果关系，危险驾驶致死伤罪成立。
发回重审后，X一改重审前说法，称“没有危险驾驶引发事故”，主张无罪。与发回重审前的一、二审一样，2022年（令和4年）6月，横滨地裁认定X有妨害驾驶行为，该妨害驾驶与受害者死伤存在因果关系，危险驾驶致死伤罪成立，再次宣告有罪，判处有期徒刑18年。

## 概要
犯人X，1991年（平成3年）出生，事故发生与被捕时25岁，住在福冈县中間市。事发时，交往中的女性也在同一辆车上。
事发前，X曾在距事故现场约1.4公里（km）的東名高速公路中井停车区（PA），将自己的私家车（本田Stream）停在规定停车地点外，之后受害者女性B（事发时39岁）驾驶车辆低速通过停在路上的X车辆右侧，坐在前者车辆后座的受害者男性C（事发时45岁）“打开B驾驶车辆的左侧滑动门，对被告人〔X〕大喊‘挡路，傻子。’，指责其停车方法”。X“对C的指责感到愤怒，想拦下B驾驶车辆抱怨，于是驾驶被告人〔X〕车辆追踪B驾驶车辆”。媒体一开始报道判决时，称“判决指，……被告在车道停车，被C提醒”，实际上，判决使用的是“大喊‘挡路，傻子。’，指责其停车方法”和“被C指责”，没有使用“提醒”一词。
21时33分左右，X在東名高速下行线（54.1 - 54.8公里里程牌）试图妨碍B驾驶的面包车（丰田Hiace），包括别入受害者面包车前方后突然减速，或在面包车为防撞车而变道后变道至其跟前，妨碍前行，约700米共有4次干扰行为。
21时34分左右，X驾车堵在前方，在主车道内超车道（下行线54.8公里里程牌，公路单向3车道中第三车道）逼停受害者面包车。X下车走向面包车，抓住C怒吼“要把你丢进高速公路”“想死了吗”，揪住男性前襟施暴。在被同坐自己车的交往中女性劝告“有孩子，停手吧”后，加害者停止施暴，离开面包车准备返回自己车。途中（21时36分左右），A驾驶的大型拖车从后方追尾受害者面包车，面包车接着又撞上加害者的车，形成重大连环相撞事故。这次事故造成受害者夫妇死亡，受害者夫妇的2名女儿（当时长女15岁，次女11岁）受伤，X自己也重伤入院。
被捕后，X被曝经常在道路上危险驾驶并施暴，交往中的女性也证实加害者危险驾驶。

## 加害者余罪
此事件前后，加害者X还在山口县内犯下以下案件。
1. 2017年5月8日20时15分 - 20分左右，X在山口县下关市内路上开车，被其他汽车超车后发怒，想“让对方停车，叫驾驶员下来后抱怨”，于是反复闪大灯、按喇叭、停车挡路，纠缠不休，后来见到自己停车后对方车辆立即停车，便下车走向对方驾驶座，直至20时25分左右，一直用手拍打驾驶座车窗玻璃、前挡风玻璃，向驾驶员怒吼“喂！找打吗！给我出来！我要杀了你！”，要求下车，后因驾驶员向山口县警察（日语）拨打110报警而未得逞（强要未遂罪）[2]。
2. 2017年5月9日1时左右[2]，X在山口县下关市内国道，3次脚踢他人汽车驾驶座车门致凹陷损坏（损失估算共计236,300日元，器物损坏罪）[2]
  - 第一件案件涉嫌违反自动车驾驶处罚法（过失伤害），山口县警察（日语）函送后，山口地方检察厅（日语）一度决定缓起诉[21]，后来死亡事故发生，由神奈川县警在调查时追加移送至横滨地方检察厅（日语）[22]。第二件案件则由山口地检移送至横滨地检[23]，两案均追加起诉至横滨地方裁判所（日语）[2]。
3. （死亡事故后）2017年8月21日12时30分左右[2]，X在山口市内国道2号租车驾驶[22]，被其他汽车超过后发怒，想“让对方停车，叫驾驶员下来后抱怨”，直至同日12时40分左右，一直在路上反复变道、减速、从侧面逼近，妨碍前行，又用手拍打对方车辆副驾驶座车门[2]。同日12时40分左右，对方车辆停车，X将车停在前方，下车走向对方车辆副驾驶座附近，直至12时47分左右，一直用手拉副驾驶座车门把手，或用手拍打副驾驶座和驾驶座车窗玻璃，怒吼“给我下车！”“给我出来！”，要求下车，后因对方驾驶员报警而未得逞（强要未遂罪）[2]。
  - 死亡事故发生后，X曾将自己的车自愿交给神奈川县警，而此案是X在神奈川县内完成该车领取手续后，驾驶租来的车回家途中发生[22]。警察接报到场处理时，加害者多次喊道“要杀了你”，并大叫“我活着就是为了打人”[24]。另外，此案中受害者的车与死亡事故中受害者车型相同[25]。

## 调查
事故发生后，神奈川县警察向死亡夫妇的2个女儿问话，并找出事发当时在现场附近行驶的约260台车辆，根据“零碎的目击信息、取回的行车记录仪影像”，以涉嫌违反自动车驾驶处罚法展开调查，最后断定“加害者X将死亡夫妇的车强行逼停于高速公路超车道，诱发事故”。X被捕前曾接受自愿问话，称“受害者男性说我‘挡路’，我很生气，追了上去”，同时谎称“夫妇开斗气车、闪大灯，所以我停车”，与受害死者家属2个女儿的证词“（死亡的父亲向加害者）提醒后被追赶，多次挡住去路，被迫停车”相矛盾，警方仔细检查上文中目击信息、行车记录仪记录后，未发现受害方车辆路怒驾驶、闪大灯，断定“加害者虚假陈述”。
逮捕前，神奈川县警最初考虑以涉嫌违反该法危险驾驶致死伤规定调查，后考虑到“事发时嫌疑人车辆已停下”，而该罪对象为“驾驶行为”，认为“难以适用”而放弃，改以涉嫌违反该法自动车驾驶过失致死伤规定调查。之后，县警于2017年10月10日逮捕逼停受害者一家车辆的加害者，涉嫌自动车驾驶过失致死伤，2017年10月12日移送至横滨地方检察厅。媒体报道，X平时经常路怒症发作，在驾驶时诉诸暴力，事发2个月后又因路怒症引发纠纷。
2017年10月12日，神奈川县警以涉嫌自动车驾驶过失致死伤，将追尾货车男性驾驶员A函送至横滨地检，横滨地检于2017年12月28日给予A不起诉处分。A在横滨地检笔录表示，自己“没有保持足够车距。我觉得要是有100米就不会撞上去了”，“（现场规定大型货车必须在最左侧车道行驶，但我）熟悉道路，自大了。我忘不掉这场事故，十分后悔导致2人死去。非常对不起他们失去父母的2个女儿”。
逮捕、移送后，横滨地检在调查时与神奈川县警一同仔细审视X驾驶行为，考虑到X反复强行别入受害者车辆前方，且逼停受害者车辆前曾从侧面极度逼近，决定适用神奈川县警放弃适用的危险驾驶致死伤罪。2017年10月31日，检方将X以危险驾驶致死伤罪等起诉至横滨地方裁判所。因涉嫌危险驾驶致死伤罪，本案适用裁判员制度审理。
2017年11月29日，神奈川县警就本次死亡事故前后，X在山口县内犯下的上文中2件强要未遂案，将X追加移送至横滨地检。2017年12月7日，横滨地检就下关市内器物损坏案（5月9日），将X追加起诉至横滨地裁。X就2件强要未遂案接受神奈川县警问话时，供称“对方自行停车”，否认指控，横滨地检于2018年1月31日将两案追加起诉至横滨地裁。
本事故发生3个月后，2017年9月，X被指在福冈县福津市内市道开车时，与其他车辆发生纠纷，向对方车上男性施暴，后因涉嫌暴行被福冈县警察函送至福冈地方检察厅。此案由福冈地检移送至横滨地检后，横滨地检于2018年1月31日就此案给予不起诉处分。

## 反响等
起诉后，X关押在横滨拘置支所，有《产经新闻》（产业经济新闻社）记者尝试会见，2018年10月收到回复，要求给钱，内容如下：

想见我至少30万，不然免谈

不行的话就死心

把别人当材料写还想免费会见，想得美
（原文为方言）

另据报道，4个月前（2018年6月），X曾回复《神奈川新闻》（神奈川新闻社）采访请求，称“不相信记者，不会免费告知案件情况”，还恐吓过前去见面采访的电视台记者“要杀死你”。

## 风评被害事件
2017年10月，X被捕后，由于X在福冈县当建筑工人，社交网络上流传无事实根据的谣言，称与X同姓、在福冈县内经营建筑公司的男性是其“父亲”，该公司是X的“工作地点”。这则假消息导致该公司收到大量抗议和骚扰电话，被迫关闭2天，业务受到干扰，遭受风评被害。
福冈县警察以涉嫌在互联网散布该虚假信息，查获9道县11人，涉嫌名誉毁损。2018年8月，所有人不予起诉，当中6人因小倉检察审查会认为应予起诉，决议“起诉相当”，2020年4月由福冈地方检察厅起诉，均判处罚金30万日元。另有3人再次不予起诉，其中1人由小倉检察审查会再次议决应予起诉，2020年10月2日强制起诉。强制起诉男子涉嫌于2017年10月14日，在BBS写下与X无关的公司名称和电话号码，触犯名誉毁损罪，2021年1月22日发现死于行橋警察署辖区内，相信为自杀，刑事诉讼驳回公诉。
2019年3月7日，该公司与社长向福冈地方裁判所直方支部提起民事诉讼，起诉除已达成和解3人外的8人，要求就业务损失与精神痛苦支付共计880万日元损害赔偿。

## 刑事诉讼

### 争点
诉讼争议点主要在于，因0km/h（车辆未行驶状态）引发死亡事故，是否可适用危险驾驶致死伤罪。考虑到自动车驾驶致人死伤行为等处罚相关法律第2条第4号，条文末尾写明为“以产生交通危险的速度驾驶汽车的行为”，外界一度认为，从字面上看，X（下文中被告人）的车已经0 km/h停止，且受害者是因被告人以外车辆追尾死亡，难以追究被告人危险驾驶致死伤罪。最终，停车后的事故未认定为危险驾驶致死伤罪，而除停车中以外，从挡道到停下前行驶中的行为则适用危险驾驶致死伤罪。
| 横滨地裁 | 主张/求刑/量刑 | 危险驾驶致死伤罪                                                                          | 监禁致死伤罪                                           |
| -------- | -------------- | ----------------------------------------------------------------------------------------- | ------------------------------------------------------ |
| 辩方     | 无罪           | 事故在停车后发生，不符合罪名构成要件                                                      | 留在现场的时间短，是否有监禁意图存疑                   |
| 检方     | 有期徒刑23年   | 妨碍前行、逼停车辆的一连串危险驾驶行为导致事故                                            | 在高速公路使（受害者）难以移动，置于监禁状态，导致事故 |
| 法院认为 | 有期徒刑18年   | 在高速公路连续4次妨碍前行、使受害者车辆停车的一连串行为诱发追尾事故，构成危险驾驶致死伤罪 | 未判断（不影响刑罚）                                   |

### 发回重审前
发回重审前，本案一审分配至横滨地裁第1刑事部，由深泽茂之（审判长）、伊東智和、涩江美香3名法官与裁判员合议审理。案件编号平成29年(わ)第1680号。
起诉后，横滨地方检察厅增加监禁致死伤罪为预备诉因。这是因为横滨地方裁判所曾在公判前整理手续（裁判员不参加）告知横滨地检与辩护人双方，法院认为“危险驾驶致死伤罪不会成立”，地检随后增加此项，以备危险驾驶致死伤罪不成立。此项增加后，除危险驾驶致死伤罪外，辩护人还需针对监禁致死伤罪提出主张、反驳，分配给否认危险驾驶致死伤罪主张的时间和精力减少。

#### 一审
2018年12月3日，横滨地裁第1刑事部（审判长：深泽茂之）就一审（裁判员审判）首次公开开庭审理。被告人X在认罪环节大致承认起诉事实，同时主张起诉内容细节有误。X的辩护人则称“本案事故在停车后发生，不能适用危险驾驶致死伤罪。（检方追加的预备诉因监禁致死伤罪方面）停车时间短，不构成监禁，也没有监禁故意”，主张死亡事故无罪。
第2次庭审（12月4日），受害死者夫妇家属（长女）以证人身份接受询问。接着第3次庭审（12月5日），被告人X接受询问，承认在高速公路上强行逼停受害者车辆，并且致歉。当天庭审中，检察官问道“事故原因是什么”，X回答是因为“自己使（受害者车辆）停下”，又承认对死亡男性施暴，针对“你认为抓住男性（身体）的情况下，（一家人）能否移动车辆”问题则表示“抓住了的话，就不能”。
第4次庭审（12月6日），审理本事件前后X在山口县内犯下的3件路怒驾驶案件。3件案件中，X承认2017年在下关市内所犯器物损坏案的起诉事实，对于死亡事故发生后，同年8月在山口市内犯下的强要未遂案则有争议，主张“有向对方驾驶员抱怨，但没有让他下车的意思。因在東名引发了死亡事故，所以一直忍着，后来被按喇叭，忍不住了”。当天庭审中，8月案的受害者（车型和死亡夫妇面包车相同）出庭作证，称“X对同车型车辆路怒驾驶引发死亡事故，却又路怒驾驶。让人死亡后没感到罪恶感吗”。
第5次庭审（12月7日），X的前交往对象出庭作证，称“X被捕前引发过不少于10次交通纠纷”。她和同场出庭的X父亲一同对X表示，“希望你反省赎罪”。
12月10日論告求刑庭审，横滨地检主张“危险驾驶致死伤罪成立”，寻求判处被告人X有期徒刑23年。X的辩护人则在最终辩论表示，这是“多个不幸叠加（的产物）。刑事责任仅限于器物损坏罪等”，主张危险驾驶致死伤罪无罪，请求判处缓刑。陈述最后意见时，X再次道歉，称“再也不会开车，会用一生赎罪”。当天庭审中，受害男死者之母在被害者参加制度下出庭，陈述意见称“希望（被告人）品尝到几倍于我的痛苦”，检察官则代为朗读男性的岳父（妻子之父）和长女笔录，他们均要求加以严惩。
12月14日公开宣判，横滨地裁（审判长：深泽茂之）认定“使受害者车辆停车的行为构成危险驾驶致死伤罪”，判处被告人有期徒刑18年，先行羁押日数中260日算入刑期。横滨地裁（2018）判决理由认为，“连续4次妨碍前行、使受害者车辆停车的一连串行为与受害者死亡存在因果关系，危险驾驶致死伤罪成立”，同时认为“被告人使受害车辆停下之后的状态（被告人车辆0 km/h停车状态）本身，不属于危险驾驶致死罪所规定‘以产生交通危险的速度驾驶汽车的行为’，不构成危险驾驶致死伤”。量刑理由斥责X“动机自私、以自我为中心，犯罪行为脱离常轨”。
X一方辩护人不服该判决，于同月21日向東京高等裁判所上诉。由于横滨地检未在上诉期限（12月28日）内向東京高裁上诉，二审量刑已不可能判处X高于有期徒刑18年的刑期。

#### 二审
上诉审分配至東京高等裁判所第10刑事部，由朝山芳史（审判长）、阿部浩巳、高森宣裕3名法官合议审理。案件编号平成31年(う)第201号。
2019年（令和元年）11月6日，東京高裁（审判长：朝山芳史）就二审首次公开开庭审理，当天审结。当天，X的辩护人高野隆主张，“如果别入（受害者车辆前方）使其停车的行为危险、性质恶劣，需要施以重刑，就必须在国会讨论，让国民都知道”“一审判决扩大解释法律。只有停车行为与事故存在因果关系，追尾货车驾驶员的过失也应重视考虑”（路怒驾驶和事故没有因果关系），认为“危险驾驶致死伤罪不成立”。检察官则主张“X认识到危险性仍然妨害驾驶，受害者车辆因此被迫停在交通繁忙的危险地点”，请求驳回上诉。
同年12月6日，二审公开宣判，東京高裁（审判长：朝山芳史）宣布撤销原判决，发回横滨地裁重审。東京高裁（2019）指出，“X的停车行为本身不构成危险驾驶致死伤罪，但受害者车辆被迫停在路上的原因是X路怒驾驶。X使受害者车辆停车，对受害者施暴，持续停车提高事故发生危险性，实际上诱发事故。后方货车驾驶员过失也不高”，称“X路怒驾驶与事故存在因果关系，构成危险驾驶致死伤罪”，认可地裁意见。对于横滨地裁法官曾在公判前整理手续告知检察官、辩护人“危险驾驶致死伤罪不会成立”的暂定看法，却在庭审时推翻该看法，认定该罪成立，判决指出“辩护人以横滨地裁方面事先看法为前提开展辩护活动，（法院）没有给予充分主张、反驳机会，就突袭认定危险驾驶致死伤罪”“该罪是否成立应由包括裁判员在内合议判断，法院事先表明看法违反裁判员法，属于越权行为”，结论为“应重新进行裁判员审判”。
上诉期限（12月20日）内，东京高等检察厅、辩护人均未向最高裁判所提出终极上诉，次日21日，发回重审判决确定。之后，横滨地裁重新选任裁判员，在危险驾驶致死伤罪可能成立的前提下，再次给予控辩双方机会提出主张、证明，重新审理本案。

### 重审
2021年（令和3年）11月15日，横滨地裁（审判长：青沼潔）决定，2022年（令和4年）1月27日就重审（裁判员审判）首次公开开庭。受公判前整理手续耗时较长影响，本案二审判决至重审首次公开开庭时间相隔较长。青沼是第2刑事部（合議係）法官，本案案件编号令和2年(わ)第1号。
2022年1月27日首次公开开庭，被告人X一改发回重审前承认起诉事实的做法，称“没有危险驾驶引发事故”，主张无罪。辩护人也主张“X的驾驶不属于危险驾驶，事故原因是货车驾驶员（A）违反限速，违反车距保持义务”。检察官则从起诉事实中删除发回重审前，一、二审已认定“不构成危险驾驶”的事发前停车行为相关文字，再次主张X在停车前的4次妨害驾驶与一家人死伤事故存在因果关系，危险驾驶致死伤罪成立。
最初包括预备日在内，共计划举行13次庭审（不含公开宣判日），于同年2月18日論告求刑、最终辩论后审结，3月16日宣布判决。同年2月3日，检察官请求变更诉因，将原先X变道时速度“时速约100 km”中的一部分改为“时速约118 km”，横滨地裁在同月7日第6次庭审决定批准请求。此前辩方曾自行分析，展示与起诉内容不同的X车辆行驶轨迹，检方因此更改部分关于妨害驾驶时位置、速度的主张。
辩护人在同月3日、4日庭审中，准备基于发回重审前的一审证词询问2名证人（受害者夫妇的长女，与X同车的前交往对象女性），地裁称“发回重审前的一审诉讼程序被认为违法，当时的证据调查也无效”，不允许发问。辩方对此提出异议，称“即使证据不能用作证明有罪，也可用来动摇证言可信度”后，地裁在同月14日第8次庭审称“考虑到之后审理，经研究，我们认为应再次对2人实施询问，哪怕短时间也好”，决定延后原定同日举行的被告人询问，重新询问证人。庭审日程因此更改，第9次庭审（3月16日）2人重新接受询问，第10次庭审（3月18日）被告人接受询问。
3月30日論告求刑庭审，检察官称“X别入一家人车辆跟前减速，连续4次妨害驾驶，明显意图妨碍一家人车辆安全行驶。X通过妨害驾驶，使一家人车辆停车，诱发后方货车追尾事故”，寻求判处有期徒刑18年，与发回重审前一审判决相同。辩护人则在最终辩论主张，“检察官主张的驾驶形态，与GPS行驶轨迹明显不同。证言基于相关人员记忆，与一审等时候不同，不能采信”，称“（驾驶一家人车辆的）受害者女性基于自己意志停车，并非因X的驾驶被迫停车。追尾货车驾驶员A超速、不注意前方，‘鲁莽驾驶’，这才是事故原因。X揪的不是受害者男性前襟，只是上臂部位衣服，之后互相道歉。暴行罪也不成立”，主张无罪。
同年6月6日公开宣判，横滨地裁（审判长：青沼潔）认定X在事故发生前4次妨害驾驶，妨害驾驶与受害者死伤存在因果关系，宣布判处有期徒刑18年，与检方建议（以及发回重审前）刑期相同。同日，X不服判决上诉。

## 社会影响
- 2018年12月14日，时任内阁官房长官菅義偉在记者会罕有针对交通事故发表谈话，称“（路怒驾驶）性质恶劣、危险，是重大问题”“将努力采取措施，包括警察严正取缔、处分、交通安全教育等”[103]。时任国家公安委員長山本順三在记者会发表谈话，称“对于路怒驾驶，正在按道路交通法、刑法等立案或行政处分，并将继续推进（这些措施）”[52]。
- 2018年12月15日，《产经新闻》网络版专栏认为“高速公路上强行逼停车辆不可能不是‘危险的驾驶’，现行危险驾驶致死伤罪存在漏洞。既然条文未完全想到的恶意驾驶事故频发，修法就不应再犹豫”[104]，《朝日新闻Digital（日语）》（朝日新闻社）2018年12月14日报道（记者：飯塚直人）称，“高速公路上故意停车明显危险，检方主张有说服力”，呼吁有必要修法[105]。
- 此案发生后，驾驶员应对交通纠纷的意识增强，部分店铺行车记录仪销量增长至3倍。电子信息技术产业协会（JEITA）统计显示，2016年度上半期（4～9月期）行车记录仪统计出货量约65万台[106]，2018年度上半期（4～9月期）约165万台[107]，出货台数增长至2倍以上。2017年，普通乘用车的行车记录仪普及率只有约10%，此案报道后迅速普及[108]。

## 脚注